# Eva Jakubovska
Ewa Jakubowska Pérez, más conocida como Eva Jakubovska, es una actriz, directora y guionista polaca-española. Gracias a que es trilingüe, su experiencia abarca producciones polacas, españolas y estadounidenses de cine, series de televisión, comerciales y obras de teatro.
Es conocida por su papel de Lera en la película La Sirvienta, Britney en la película Capitán Carver y de Verónica en la serie Serramoura. Ha sido seleccionada como candidata a los Premios Goya 2024 en la categoría Mejor Actriz Protagonista por su participación en La Sirvienta de Pablo Moreno. 

## Biografía

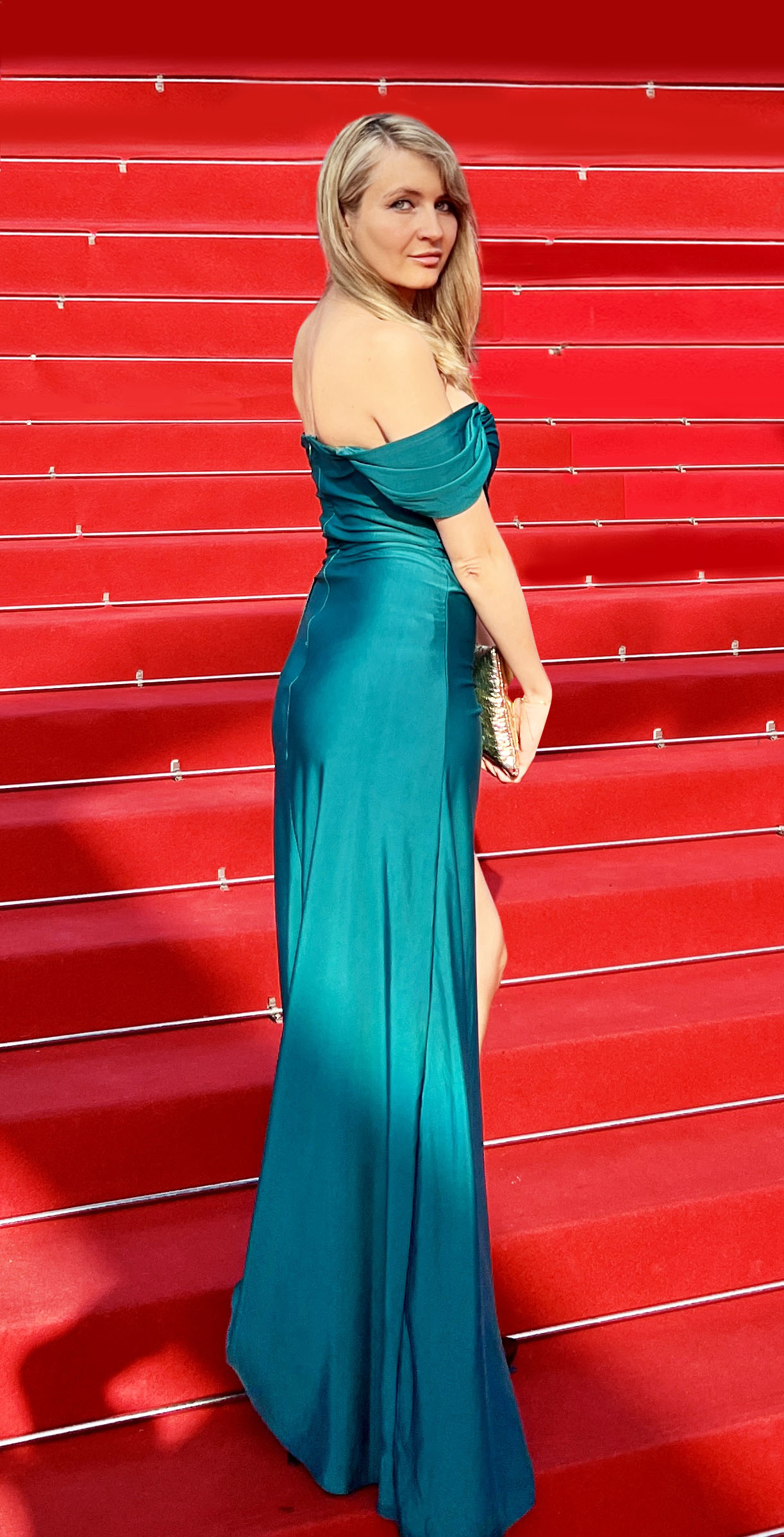
Eva Jakubovska en el Festival de Cine Cannes 2024

Eva Jakubovska nació en Koło, una ciudad ubicada en el centro de Polonia. Los primeros pasos de su carrera profesional fueron orientados hacia su gran pasión por la Traducción e Interpretación. Tras graduarse en Estudios Ibéricos e Iberoamericanos (Universidad de Varsovia) y Másteres en Traducción e Interpretación (Universidad de La Coruña, Universidad de Vigo), orienta su carrera en dirección a la interpretación ante la cámara.
Se forma en escuelas de interpretación en Los Ángeles (The Acting Corps, Screen Actors System), La Coruña (La Tuerka Films, Voz Audiovisual) y Madrid (Actores Madrid, AZ Arte, First Team y Central de Cine: Máster en Interpretación ante la Cámara). Mientras tanto, empieza a adentrarse en el panorama audiovisual trabajando en series de televisión españolas, así como cine y teatro. En su trayectoria cabe destacar largometrajes como La Sirvienta de Pablo Moreno y Capitán Carver de Evgeny Yablokov, así como series El Inmortal, Desaparecidos, Estoy Vivo, Soulmates, Fariña o Serramoura. Ha trabajado también como presentadora e intérprete del Concurso Internacional de Piano Cidade de Ferrol. y es miembro del jurado del Festival Internacional de Cine Luna de Cortos.
En 2021 escribe, dirige y produce su primer cortometraje titulado "Color", el cual protagoniza. En verano de 2022 la obra empieza su trayectoria por festivales de cine nacionales e internacionales, teniendo una buena acogida y siendo galardonada con premios y selecciones.

## Filmografía

### Cine
| Año  | Título            | Personaje | Director/a      | Productora                                                                               |
| ---- | ----------------- | --------- | --------------- | ---------------------------------------------------------------------------------------- |
| 2024 | La Sirvienta      | Lera      | Pablo Moreno    | Stellarum, Ciudad Rodrigo                                                                |
| 2023 | Capitán Carver    | Britney   | Evgeny Yablokov | Ivanovo Films                                                                            |
| 2022 | Color             | Diana     | Eva Jakubovska  | Eva Jakubovska Producciones                                                              |
| 2020 | Superagente Makey | Natalia   | Alfonso Sánchez | Atresmedia Cine, Álamo Producciones, Álamo Audiovisual Tercera Parte AIE y Mundo Ficción |
| 2019 | Dave Blues        | Criatura  | Gonzalo Gómez   | Metrópolis                                                                               |

### Televisión
| Año  | Título                   | Director/a        | Productora/Cadena                   |
| ---- | ------------------------ | ----------------- | ----------------------------------- |
| 2024 | El Inmortal              | Rafa Montesinos   | DLO Prod. / Movistar+ & Telemundo   |
| 2022 | Desaparecidos            | José Ramón Ayerra | Mediaset / Telecinco & Amazon Prime |
| 2021 | Estoy Vivo               | Luis Oliveros     | Globomedia / RTVE                   |
| 2020 | Soulmates                | Andrea Harkin     | Fearless Minds, EE.UU / AMC         |
| 2018 | Fariña                   | Carlos Sedes      | Bambú / Atresmedia & Netflix        |
| 2018 | Serramoura               | Juan Galiñanes    | Voz Audiovisual / TV GALEGA         |
| 2018 | Conversations at 4 a. m. | Eva Jakubovska    | Real Live Cinema (en directo)       |
| 2017 | Hai Vida en Bran?        | Ángela Andrada    | Webserie                            |

### Teatro
| Año  | Título                      | Director/a       | Creación                |
| ---- | --------------------------- | ---------------- | ----------------------- |
| 2024 | Cristales Rotos             | Juan M. Barreiro | Teatro Madrid           |
| 2019 | Las Cautivas                | Laura Sáenz      | Atresmedia, Madrid      |
| 2018 | El Espejo de Marilyn Monroe | Daniel Currás    | Teatro Colón, La Coruña |
| 2015 | Ópera prima                 | Daniel Currás    | La Tuerka27, La Coruña  |
| 2015 | Habitación con vistas       | Daniel Currás    | La Tuerka27, La Coruña  |

## Premios y Nominaciones
| Certamen                                            | Lugar                            | Fecha           | Premio                               |
| --------------------------------------------------- | -------------------------------- | --------------- | ------------------------------------ |
| Out Fest Perú                                       | Perú                             | Julio 2024      | Selección                            |
| Mirades Fest - Mostra Cine Social                   | Torrente, Valencia               | Junio 2024      | Selección                            |
| World Health Organization - Health For All Festival | Ginebra, Suiza                   | Mayo 2024       | Gran Prix - First Award              |
| OKFA Independent Film Festival                      | Konin, Polonia                   | Mayo 2024       | Selección                            |
| MED-LIMES Salerno Film Festival                     | Italy                            | Mayo 2024       | Special Jury Prize                   |
| Achill Island Film Festival                         | Ireland                          | Mayo 2024       | Selección                            |
| VALEIFF - Valencia Indie Film festival              | Valencia                         | Abril 2024      | Selección                            |
| Boston Social Impact Film Festival                  | Boston, USA                      | Abril 2024      | Selección                            |
| MADRIFF - Madrid Indie Film festival                | Madrid                           | Febrero 2024    | Selección                            |
| Premios Goya 2024                                   | Valladolid, España               | Febrero 2024    | Candidata: Mejor Actriz Protagonista |
| Girona Film Festival                                | Girona, España                   | Noviembre 2023  | Selección                            |
| Turicine                                            | Quito, Ecuador                   | Septiembre 2023 | Selección                            |
| Rohip International Film Festival                   | Tamil Nadu, India                | Agosto 2023     | Premio Mejor Actriz                  |
| Cinema of the World International Film Festival     | Nueva Delhi, India               | Agosto 2023     | Premio Mejor Cortometraje            |
| Erronka Munduan (Reto por el mundo)                 | San Sebastián, Gipuzkoa, España  | Julio 2023      | Selección                            |
| Filmowe Zwierciadła                                 | Polonia                          | Abril 2023      | II Premio Mejor Cortometraje         |
| Geelong Pride Film Festival                         | Australia                        | Abril 2023      | Selección                            |
| Paradise Film Festival                              | Hungría                          | Marzo 2023      | Mención de Honor                     |
| Ukrainian Dream Film Festival                       | Ucrania                          | Marzo 2023      | Selección                            |
| Festival de la Imatge de Calella                    | Calella, Barcelona, España       | Marzo 2023      | Selección                            |
| Roze Filmdagen Amsterdam LGTB                       | Países Bajos                     | Marzo 2023      | Selección                            |
| One Country One Film Apchat Festival                | Francia                          | Marzo 2023      | Selección                            |
| Sex Education Film Festival 2023                    | Barcelona                        | Febrero 2023    | Selección                            |
| International Film Festival Würzburg 2023           | Alemania                         | Enero 2023      | Selección                            |
| Festival Corto Cortismo                             | Miguelturra, Ciudad Real, España | Noviembre 2022  | Premio Mejor Director                |
| Africa International Film Festival                  | Nigeria                          | Noviembre 2022  | Selección                            |
| EDITA Social Audiovisual Festival                   | Granada                          | Noviembre 2022  | Selección                            |
| Festival El Lugar Sin Límites                       | Ecuador                          | Noviembre 2022  | Selección                            |
| Internacional Queer Film Festival Playa del Carmen  | México                           | Noviembre 2022  | Selección                            |
| Festival Audiovisual Asier Errasti                  | Eibar, Guipúzcoa, España         | Noviembre 2022  | Selección                            |
| Certamen de Creación Audiovisual                    | Cabra, Córdoba, España           | Septiembre 2022 | Selección                            |
| 25º Certamen Nacional de Cortos                     | Astorga                          | Septiembre 2022 | Selección                            |
| Festival Internacional ShortyWeek                   | Cádiz                            | Septiembre 2022 | Selección                            |
| Luna de Cortos: Cine y Mujer                        | Riego de la Vega, León, España   | Agosto 2022     | Selección                            |
| Festival de Cinema de la Terra Alta                 | Tarragona, España                | Julio 2022      | Selección                            |
| Festival de Cortos LGTBIQ - Galdar Pride            | Gran Canaria, España             | Junio 2022      | Selección                            |

## Labor Social
En sus creaciones Eva Jakubovska busca abordar la temática de igualdad social, tolerancia y diversidad. Para ello colabora con asociaciones como Fundación Pedro Zerolo y Asociación Lambda Warszawa. En 2022 ha dedicado la quinta parte de los fondos reunidos para la distribución de su película "Color" a la ayuda humanitaria en Ucrania, a través de las fundaciones Médicos Sin Fronteras, Save the Children, UNICEF, Polska Akcja Humanitarna y Insight-Ukraine. Además, Eva lucha activamente por los derechos lgtbiq+ y diversidad y desde hace años colabora con World Wide Fund for Nature.